# سعد الملك
أو إلفا الدلو Alpha Aquarii اسمه التقليدي Sadalmelik مشتق من الاسم العربي. وهو نجم في كوكبة الدلو .
و هو ثاني ألمع النجوم في كوكبة الدلو. وينتمي إلى الفئة الطيفية G  وهو عملاق عظيم أصفر ويبلغ القدر الظاهري له تقريبا 2.95+ ويبعد حوالي 800 سنة ضوئية عن الأرض. ويبلغ قطره حوالي 600 ضعف قطر الشمس وضياءه حوالي 300 ضعف ضياء الشمس 